# Elnöki rendszer

Az elnöki rendszerű országok kék színnel

A prezidenciális vagy elnöki rendszer az amerikai modellen alapuló politikai rendszer, amelyben egy elnök államfői, kormányfői és katonai parancsnoki feladatokat lát el. Az elnök a törvényhozó hatalomtól elkülönült végrehajtó hatalmat egy személyben testesíti meg. A végrehajtó hatalom feje, (akit legtöbbször elnöknek neveznek az ilyen rendszerű államokban), választott hivatalnok és nem felelős a törvényhozásnak, amelyet azonban normális körülmények között nem oszlathat fel. 
A törvényhozásnak lehet olyan joga, hogy bizonyos szélsőséges körülmények között menessze a végrehajtó hatalom fejét, gyakran megvádolási eljárás útján. Ez azonban nagyon ritka: kivétel, ami erősíti a prezidencializmus alapszabályát, amely szerint normális körülmények között a törvényhozás nem menesztheti az elnököt.
Az elnök (president) posztja még azokban az időkben keletkezett, amikor az elnök valóban elnökölt a kormányzó testület ülésein. Az amerikai kormány elődjének, a kontinentális kongresszusnak (Continental Congress) is volt egy elnöke. (A jelenlegi elnöki pozíció azonban nem levezethető belőle.)

## Jellemzők
Az elnöki rendszerek sokfélék, a következők azonban általában igazak rájuk:
- Az elnök (a végrehajtó hatalom feje) megvétózhatja a törvényhozási határozatokat, ugyanakkor a vétót felülírhatja a képviselők minősített többsége. A vétó lehetősége a királyi jóváhagyás brit hagyományából ered, amely szerint egy törvény csak az uralkodó jóváhagyásával léphet életbe.
- Az elnök hivatali ciklusa meghatározott idejű. Választást meghatározott időközönként tartanak és nem eredményezheti bizalmi szavazás, vagy egyéb parlamenti procedúra. Egyes országokban azonban mód van az elnök elmozdítására, ha rábizonyítható, hogy megsérti a törvényt.
- A végrehajtó hatalom egyszemélyes, a kormány őt szolgálja ki. A törvényhozás hozzájárulására azonban elnöki rendszerekben is gyakran szükség van bizonyos kormányzati és bírói posztok betöltéséhez. Az elnök általában igazgathatja a kormányzat és a hadsereg tagjait, de nincs ilyen hatalma a bírók felett, és utóbbiakat nem is menesztheti.
- Az elnöknek gyakran joga van a kiszabott büntetések csökkentésére, vagy a megkegyelmezésre is.

Az elnök titulust nem kizárólag elnöki rendszerű kormányzatok használják, és nem is kizárólag demokráciák. Gyakran elnöki címet használnak a diktátorok, akik gyakran nem is választások útján szerezték meg a vezetést. Egypártrendszerű államok vezetői is gyakran használják az elnöki címet. A legtöbb parlamentáris köztársaságnak van elnöke, de a legtöbb helyen ez a pozíció ceremoniális. Ilyen például Németország, India, Írország, Izrael és Olaszország. A címet félelnöki rendszerekben is használják.

## Az elnökök jogállása
Az elnöki rendszerekben az elnököt közvetlenül a szavazók választják, vagy közvetve a győztes párt, és ő lesz a végrehajtó hatalom feje. Ilyen rendszerekben nem tesznek különbséget államfő és kormányfő között, mindkét pozíciót az elnök tölti be.
Néhány országban, mint Dél-Afrika, a parlament választ jelentős hatalommal rendelkező elnököt. Az ilyen rendszerben az elnök a gyakorlatban a miniszterelnökihez hasonló feladatokat lát el, de az államfőihez hasonló ceremoniális feladatokat is. Ilyen rendszer van Botswanában, a Marshall-szigeteken, Naurun és Suriname-ban.
Egyes elnöki rendszerekben van miniszterelnök is, de a félelnöki és a parlamentáris rendszerektől eltérően az elnöknek felelős, nem a törvényhozásnak.
Összehasonlításképp, a demokratikus, nem elnöki rendszerekben az államfő ceremoniális szerepű, mint az alkotmányos monarchák és nem aktív, kormányzati, végrehajtó szerepű (bár egyes elnököknek és alkotmányos monarcháknak vannak fenntartott jogaik). Vannak olyan országok, hogy az ilyen formális szerepű elnököt közvetlenül választják, de ez ritka. Ilyen például Írország.

## Szubnacionális kormányzatokban
A szubnacionális kormányzatok - általában államok - is szerveződhetnek elnöki rendszerben. Az Egyesült Államokban valamennyi tagállam elnöki rendszert alkalmaz, bár alkotmányos kötelezettség nincs rá. Helyi szinten sok város tanács-menedzser kormányzást alkalmaz, ami a parlamentáris rendszer megfelelője, bár a városmenedzseri poszt általában nem politikai pozíció. Egyes országok a nemzeti szinten parlamentáris rendszert alkalmaznak, szubnacionális vagy helyi szinteken viszont elnökit. Erre példa Japán, ahol az országos kormányzat parlamentáris rendszerű, a prefektúráknak és a helyi önkormányzatoknak azonban a helyi gyűlésektől és a tanácsoktól függetlenül választott kormányzói, illetve polgármesterei is vannak. Hasonló a rendszer Magyarországon is.

## Fordítás
Ez a szócikk részben vagy egészben  a   Presidential system című angol Wikipédia-szócikk ezen változatának fordításán alapul.  Az eredeti cikk szerkesztőit annak laptörténete sorolja fel. Ez a jelzés csupán a megfogalmazás eredetét és a szerzői jogokat jelzi, nem szolgál a cikkben szereplő információk forrásmegjelöléseként.